# ミロク情報サービス
株式会社ミロク情報サービス（ミロクじょうほうサービス 英: MIROKU JYOHO SERVICE CO.,LTD. 英文略称: MJS）は、東京都新宿区に本社を置く1977年に設立された企業向けコンピュータ管理会社でシステムインテグレーター（独立系）。財務管理のソフト・ハード両面のバックアッパーとして活動する。

## 概要
設立当初より大型コンピュータを導入し、多くの企業とオンラインで結び、バッチ処理を代行する企業として知られていた。設立時、多くの企業では大型コンピュータの導入が困難な企業が少なくなく、それらの企業のデータ処理を行っていた。現在で言うデータセンターの先駆けといえる企業である。
基本的には会計士･税理士を対象に会計ソフト等による支援を行うが、これらのクライアントである一般企業に対しても一部提供しているサービスもある。
ミロク情報サービスという社名は、別名「世直し御仏」とも呼ばれている、弥勒菩薩から命名したもの。

## 沿革
- 1977年 - 会社設立。ミロク経理と計算センター運営の『JACOS』が共同出資[5]。
- 1980年 - ミロク経理の100％子会社となる。同年11月、是枝伸彦会長(是枝周樹社長の父)がミロク経理から全株を買取り、代表取締役に就任[5]。
- 1986年 - ミロク経理が倒産した影響で一時的に業績が悪化、すでにミロク経理とは資本関係も取引関係も無く、是枝社長は風評被害に巻き込まれたと主張した[5]。
- 1992年 - 株式を店頭公開。
- 1997年 - 東京証券取引所第2部上場。
- 2012年 - 10月31日 東京証券取引所第1部指定替え。
- 2013年 - 中小企業向けERPシステム「MJSLINK NX-I」を開発・発売
- 2014年 - 中小企業の事業承継、事業再生を支援する子会社「株式会社MJS M&Aパートナーズ」を設立 韓国「Webcash」社と資本業務提携

## その他
東京ヴェルディおよび日テレ・ベレーザのユニフォームスポンサーである。イメージキャラクターとして元ヴェルディの選手・監督であるラモス瑠偉（2009年）や菊川怜（2014年より）を起用している。2019年からは、菊川怜に加えて髙橋ひかるをイメージキャラクターに、2020年4月からは菊川怜と片山右京をイメージキャラクターにそれぞれCMに起用していた。現在は、福原遥をイメージキャラクターに起用した新CMが2024年10月より放映されている。

## 提供番組
- テレビ東京「佐々木信也のスポーツメイト」「スポーツTODAY」「TXNニュース THIS EVENING」
- フジテレビ「新報道2001」
- BSフジ「BSフジLIVE プライムニュース」
- TBSラジオ「1億2000万人の金庫番」
- TOKYO FM「松任谷由実のYuming Chord」